# Rivière Germain-Roy
La rivière Germain-Roy coule dans Saint-Anaclet-de-Lessard et dans la ville de Rimouski dans la municipalité régionale de comté (MRC) de Rimouski-Neigette, dans la région administrative du Bas-Saint-Laurent, au Québec, au Canada.

## Géographie
La rivière Germain-Roy prend sa source au lac Blanc(d) dans la municipalité de Saint-Anaclet-de-Lessard et coule sur 25 km jusqu'à son embouchure sur l'estuaire maritime du Saint-Laurent dans la ville de Rimouski. Son bassin hydrographique a une superficie de 59 km2.

## Toponymie
La rivière Germain-Roy doit son nom à Germain Roy, ancien propriétaire d'une partie de la rivière. Ce dernier y a aménagé vers 1835 un moulin à carder et un moulin à foulon. La rivière a aussi été connue sous les noms de ruisseau de la Fausse-Molière au début du XVIIIe siècle, la rivière du Moulin vers 1850 et la rivière Laliberté vers 1884.